# Черкаська обласна лікарня
Черкаська обласна лікарня — багатопрофільний лікувальний заклад, найбільша та головна лікарня Черкаської області, одна з найпотужніших лікарень України.
Лікарня є базою для Національної медичної академії післядипломної освіти імені П. Л. Шупика для підготовки лікарів сімейної медицини, а також підготовки лікарів-інтернів, проходження виробничої практики студентами Національного медичного університету імені О. О. Богомольця та учнями Черкаської медичної академії. На базі лікарні проводяться Республіканські науково-практичні конференції, курси інформації та стажування лікарів, курси підвищення кваліфікації молодших медичних спеціалістів.
Рішенням акредитаційної комісії МОЗ України лікарні 2003 року присвоєно вищу акредитаційну категорію, у 2007, 2010 та 2013 роках її було підтверджено.

## Історія
Лікарня була відкрита 20 серпня 1954 року, першим головним лікарем було призначено Григорія Івахна. На її базі спочатку функціонувало 76 стаціонарних відділення загальною потужністю 200 ліжок, на яких надавалась медична допомога за 10 спеціальностями. Пізніше кількість ліжок збільшилась до 250. Окрім стаціонару працювали поліклініка, де відбувався прийом пацієнтів за 9 спеціальностями, та параклінічні служби (лабораторія, відділення санітарної авіації та рентгенологічний, фізіотерапевтичний, а згодом і організаційно-методичний кабінети).
1957 року головним лікарем призначено Степана Євченка. При ньому потужність лікарня спочатку збільшилась до 400 ліжок, а з 1960 року до 500. Розвивались діагностичні служби, утворились 8 нових відділень (алергологічне, гастроентерологічне, ревмокардіологічне, пульмонологічне, ендокринологічне, нейрохірургічне, травматологічне, стоматологічне). Лікарня була затверджена Республіканською школою передового досвіду.
1971 року лікарню очолив Віктор Морозов, а 1972 року — Петро Холодій. Було збудовано 2 нових палатні корпуси (п'ятиповерховий та семиповерховий), харчоблок та патологоанатомічний корпус. Потужність лікарні збільшилась до 820 ліжок у 17 стаціонарних відділеннях. Окрім того відкрились 2 нових відділення (нефрологічне та профпатологічне) та 2 кабінети (ендоскопічний та сурдологічний).
З 1984 року лікарнею керував Анатолій Фесун. За нього будуються 2 нових корпуси (операційно-анестезіологічний та дев'ятиповерховий палатний), вже працюють 23 стаціонарних відділення загальною потужністю 1250 ліжок та 17 допоміжних лікувально-діагностичних служб. Відкриваються 16 нових відділень (проктологічне, пульмонологічне, отоларингологічне, хронічного гемодіалізу, дистанційної літотрипсії, судинної хірургії, торакальної хірургії, нейрохірургічне, екстрагенітальної патології вагітних, для лікування осіб, постраждалих внаслідок аварії на ЧАЕС, гіпербаричної оксигенації, комп'ютерної томографії, інтервенційної радіології, ультразвукової діагностики, імунологічна лабораторія, АСУ). Впроваджуються сучасні методи діагностики та лікування, створюються перші автоматизовані програми збору та обробки медико-статистичної інформації.
Після смерті Анатолія Фесуна 2003 року лікарню очолив Валерій Черняк. Відкривається відділення кардіохірургії, було придбано агіографічний комплекс та апарат штучного кровообігу, що дозволило вперше в області провести аортокоронарокардіографію, ділятацію та стентування коронарних артерій, операції аортокоронарного шунтування та імплантації штучних клапанів серця. Було побудовано центральне стерилізаційне відділення, відкрито лабораторію полімеразної ланцюгової реакції та проктологічне відділення. З 2007 року у складі лікарні функціонує відділення лікувальної фізкультури та спортивної медицини, обласний центр неонатології та інтенсивної терапії дітей, до складу якого включені відділення: недоношених та хворих новонароджених, інтенсивної терапії новонароджених дітей, дитячої анестезіології та інтенсивної терапії. Впроваджуються сучасні перинатальні технології: партнерські пологи, сумісне перебування матері та дитини, індивідуальні пологові зали. Організовані виїзні бригади: акушерсько-гінекологічна, неонатологічна та дитяча реанімаційна. 2008 року лікарня отримала статус ВООЗ ЮНІСЕФ «Лікарня, доброзичлива до дитини». Введено в дію обласний нейросудинний центр на 15 ліжок, відкрито спеціалізовані кабінети: «Діабетичної стопи», «Діабетичної ретинопатії».
2010 року головним лікарем було призначено Олександра Дудника. Було відкрито філії хронічного гемоділізу на базі Уманської та Звенигородської районних лікарень, проведено реконструкцію відділення гемодіалізу, додатково введено в дію 2 діалізних зали. Відкрито кардіологічне відділення на 20 ліжок з блоком інтенсивної терапії та кабінет «Діабетичної полінейропатії». 2013 року введено в дію обласний консультативно-діагностичний центр, в якому сформована потужна діагностична база. Відкрито кабінети комп'ютерної томографії, магнітно-резонансної томографії, рентгенологічної, ультразвукової та функціональної діагностики. Було розпочато будівництво обласного перинатального центру, відкрито відділення відновного лікування.

## Діяльність
Лікарня надає усі види спеціалізованої медичної допомоги дорослому населення:
- стаціонарна
- консультативна амбулаторна-поліклінічна
- виїзна та виїзна планова — щорічно фахівці здійснюють до 3 тисяч виїздів до хворих, госпіталізованих до районних, міських лікарень та обласних медичних закладів, здійснюють на місцях оперативні втручання; регулярно проводяться планові виїзди бриг, при цьому використовуються можливості пересувного лабораторно-діагностичного кабінету

За 2014 рік стаціонарну допомогу у лікарні отримали 28,3 тисячі хворих, до поліклініки звертались 153 тисячі пацієнтів, здійснено 12,2 тисячі хірургічних операцій.
У лікарні впроваджуються нові методики діагностики та лікування, широко використовуються сучасні медичні технології:
- гемодіаліз
- перитонеальний діаліз
- гемосорбція
- ультрафільтрація
- гіпербарична оксигенація
- лапароскопічна діагностика та лапароскопічна хірургія
- артроскопія
- ендопротезування кульшових та колінних суглобів
- мікрохірургія ока
- підбір та постановка штучних оптичних лінз при катаракті
- мікрохірургічні втручання при захворюваннях хребта
- повний діапазон щелепно-лицевих операцій
- ендоскопічні втручання при аденомі передміхурової залози
- дистанційне дроблення конкрементів нирок та сечоводів
- видалення конкрементів жовчних шляхів за допомогою ендоскопії
- коронарокардіографія, пластика магістральних судин
- стентування коронарних та магістральних судин
- реконструктивно-відновлювальні операції на ЛОР органах.

## Структура
У лікарні функціонує 26 спеціалізованих стаціонарних відділень загальною потужністю 880 ліжок:
- поліклінічне відділення, що працює за 28 спеціальностями
- відділення анестезіології та інтенсивної терапії на 15 ліжок
- відділення судинної хірургії
- проктологічне відділення
- відділення екстрагенітальної патології вагітних
- алергологічне відділення
- нефрологічне відділення
- відділення гемодіалізу
- відділення інтервенційної рентгенангіографії
- відділення дистанційної літотрипсії
- відділення стоматологічної хірургії
- офтальмологічне відділення
- відділення цереброваскулярної патології
- сурдологічне відділення
- відділення гіпербаричної оксигенації
- відділення лікувальної фізкультури та спортивної медицини

Окрім відділень у лікарні є :
- імунологічна лабораторія
- кабінет «Діабетичної ступні»
- кабінет «Діабетичної ретинопатії»
- кабінет «Діабетичної полінейропатії»

На базі лікарні діють 22 спеціалізовані лікувально-діагностичні служби:
- магнітно-резонансна томографія
- ангіографія
- нейрофізіологічні дослідження мозку
- ультразвукові дослідження
- ендоскопічні дослідження

На базі відділень утворено 27 високоспеціалізованих обласних центрів:
- алергологічний
- нефрологічний
- сурдологічний
- гострих панкреатитів
- радіаційного захисту населення
- ревматологічний
- надання медичної допомоги хворим на розсіяний склероз
- акушерства та гінекології
- цереброваскулярної патології
- гастроентерологічний
- ендокринологічний
- урологічний
- судинної хірургії
- антирабічної допомоги
- ендокринної хірургії
- інтервенційної радіології
- екстрапірамідних захворювань
- ендопротезування
- кістково-гнійної хірургії
- складної моно- та політравми
- хірургії кисті та ступні
- нейрохірургічний
- хірургічної стоматології
- торакальної хірургії
- епілепсії та пароксизмальних станів
- болю в неврологічній практиці

### Персонал
У лікарні працюють 1524 осіб, в тому числі 245 лікарів та 633 медичних сестри. 86,1 % лікарів атестовані і мають відповідні категорії, 16 з них мають звання Заслужений лікар України, 8 — кандидати медичних наук. 70,4 % середніх медичних працівників атестовані та мають відповідні категорії, 3 з них мають звання Заслужений працівник охорони здоров'я України.

## Галерея

Пам'ятник Миколі Пирогову
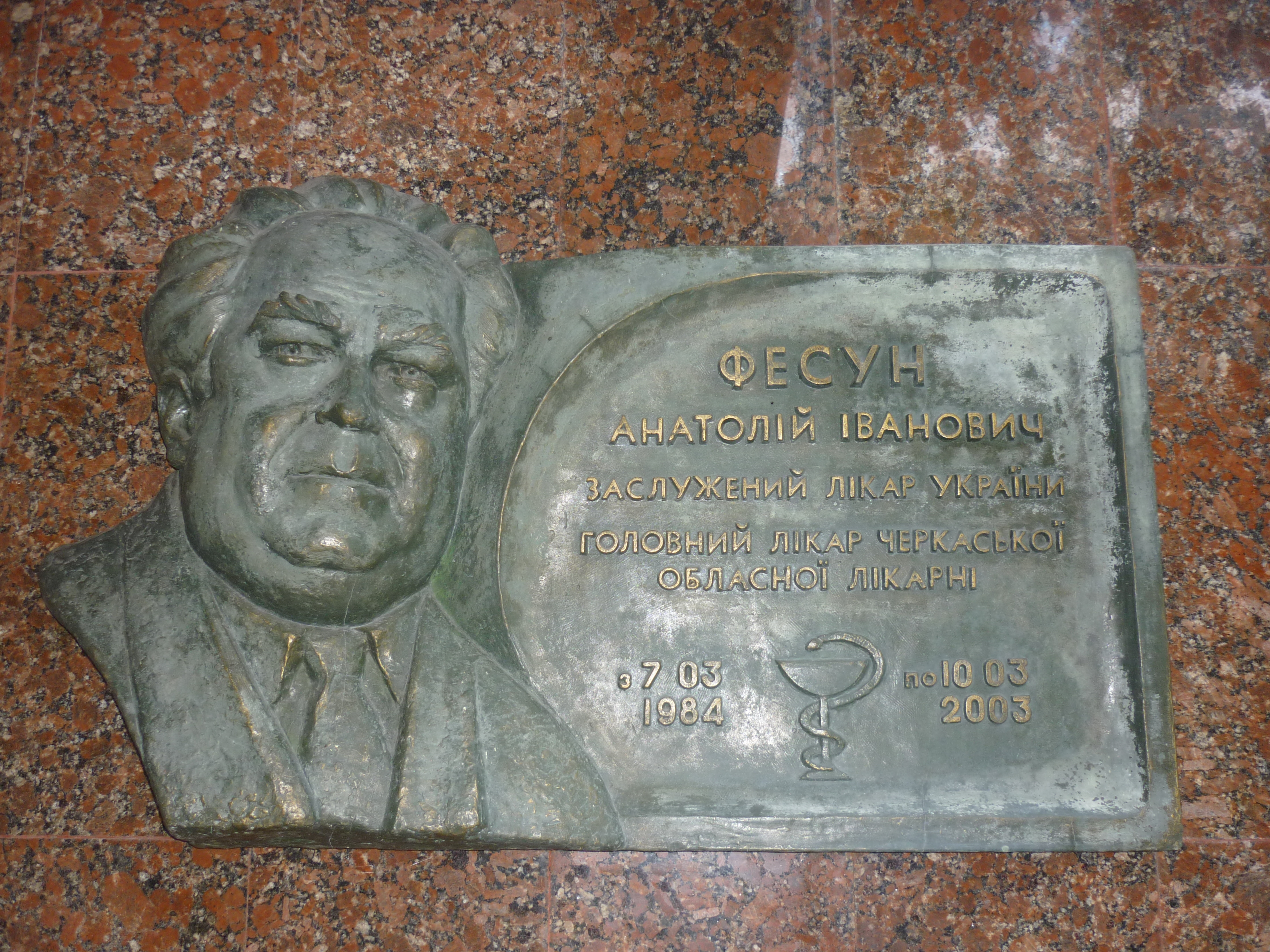
Меморіальна дошка Анатолію Фесуну